# Associazione Italiana Celiachia
L'Associazione Italiana Celiachia APS è una federazione di associazioni italiane che persegue finalità di solidarietà sociale a favore dei pazienti affetti da celiachia e da dermatite erpetiforme. Nata nel 1979, opera per la rimozione delle situazioni di diversità e di disagio che interessano le persone affette dalle suddette patologie e le loro famiglie, facendo crescere il senso civico e l'attenzione sociale nei loro confronti.

## Scopi dell'associazione

### Finalità generali
- Il miglioramento della condizione di vita delle persone affette da celiachia e da dermatite erpetiforme.[1]
- Il sostegno alle suddette persone nell'acquisizione di una piena consapevolezza della propria condizione.[1]
- La diffusione di una corretta e ampia conoscenza della celiachia e della dermatite erpetiforme nella società.[1]

### Finalità particolari
- Sensibilizzare le istituzioni politiche, amministrative e sanitarie, a livello locale, nazionale ed europeo, per garantire i diritti dei celiaci e la loro piena applicazione.[3][4]
- Sensibilizzare, informare e formare la classe medica sulle possibilità diagnostiche e terapeutiche per far emergere e garantire diagnosi corrette e il regolare percorso medico, nutrizionale e psicologico, secondo le linee guida esistenti.
- Promuovere e sostenere la ricerca scientifica in tutti i settori attinenti alla celiachia e alla dermatite erpetiforme (medicina, alimentazione, qualità della vita) favorendo e utilizzando sinergie nazionali e internazionali.[1]
- Avviare progetti e attività rivolti a rimuovere le difficoltà della vita quotidiana che riguardano le persone celiache e affette da dermatite erpetiforme.[5]
- Offrire sostegno ed educazione alle persone afflitte dalle patologie e alle loro famiglie riguardo alla gestione della dieta e all'esercizio dei propri diritti e doveri, con particolare attenzione alle nuove generazioni.[6][7][8]

L'organizzazione si avvale inoltre di un Comitato scientifico, composto da esperti sulla celiachia e sulla dermatite erpetiforme in campo nazionale e internazionale, in numero di almeno cinque membri, con compiti di consulenza su temi medici e scientifici.
AIC fa parte di AOECS (Association of European Coeliac Societies), fondata nel 1988 con l'obiettivo di aumentare le conoscenze della condizione celiaca in Europa e fare lobbying al fine di ottenere standard migliori di qualità per gli alimenti senza glutine. Nell'AOECS è attivo dal 1995 il CYE (The Coeliac Youth of Europe), quale forum internazionale dei giovani celiaci. In entrambe le istituzioni AIC ha propri rappresentanti.

## Attività e progetti

### Sicurezza alimentare e qualità della vita
- Per supportare il celiaco nella selezione degli alimenti idonei, AIC realizza il Prontuario degli alimenti, che viene pubblicato con frequenza annuale.[12][13]
- Il Marchio Spiga Barrata è un marchio registrato dell’Associazione Italiana Celiachia e indica l'idoneità dei prodotti per i consumatori celiaci in tutta Europa (grazie a un modello comune a tutte le associazioni celiachia europee). Raffigura un cerchio all'interno del quale è presente un disegno di fantasia richiamante una spiga di grano tagliata da un segmento dalle estremità arrotondate. Le aziende con prodotti a marchio sono visitate annualmente per verifica degli impianti e dei processi di produzione.[1][13][14]
- Nel 2000 AIC ha istituito il progetto Alimentazione Fuori Casa, con l'obiettivo di rispondere all'esigenza delle persone celiache di mangiare fuori di casa per motivi di lavoro, personali o di svago senza correre rischi per la salute. AIC si occupa della formazione del personale e del monitoraggio delle strutture attraverso personale qualificato.[13][15][16]

### Educazione alimentare
- Il progetto In Fuga dal Glutine offre agli insegnanti della scuola per l'infanzia e della primaria uno strumento per trasmettere agli alunni informazioni sulla patologia ed educarli alla diversità (alimentare e culturale). Il progetto coinvolge classi e scuole distribuite su tutto il territorio italiano.[17]

### Sostegno alla ricerca scientifica
- L'AIC, tramite Fondazione Celiachia, finanzia ogni anno progetti di ricerca medico-scientifica sulla celiachia e sulla dermatite erpetiforme. Dal 2010 al 2018 sono stati finanziati ventisei progetti di ricerca, con un attivo di quarantasei pubblicazioni su riviste internazionali. A partire dal 2013 Fondazione Celiachia, allo scopo di garantire trasparenza ed equità al processo di selezione e offrire pari opportunità a tutti i progetti di ricerca concorrenti, ha adottato il sistema dei bandi aperti per il finanziamento della ricerca medico-scientifica sulla celiachia e altre patologie correlate al glutine, che si avvale di revisori internazionali.[18][19]

### Informazione e sensibilizzazione
- Il Convegno annuale AIC è il più grande evento sulla celiachia in Italia. Destinato a medici e ricercatori, si tiene ogni anno a novembre.[20]
- Nel 1981 è stata fondata Celiachia Notizie, house organ dell'AIC, che tratta temi di attualità, scienza e stile di vita legati all'associazione.[21]
- Tra il 2002 e il 2014 AIC si è occupata di cooperazione internazionale nel deserto del Saharawi, un'area al confine tra Mauritania, Marocco e Algeria. Essendo il Saharawi una delle zone del mondo a più alta incidenza di celiachia, ed essendo la popolazione impreparata a fronteggiarla, attraverso dieci missioni sul campo è stato realizzato un ambulatorio medico dotato di strumentazione necessaria, sono stati formati medici e paramedici locali e sono state diffuse informazioni presso la popolazione.[22][23][24][25]
- Nel 2015 il Comitato scientifico di AIC ha dato vita alla Settimana nazionale della celiachia,[26] iniziativa nata in contemporanea a Expo 2015, l'Esposizione universale di Milano dedicata all'alimentazione, cui AIC ha preso parte con eventi dedicati (l'allora presidente Elisabetta Tosi è stata ambassador di Women For Expo e AIC è tra i firmatari della Carta di Milano). Da allora l'evento si tiene ogni anno nel mese di maggio. Tra i suoi obiettivi, oltre all'informare sulla celiachia, anche il mettere in guardia contro l'eliminazione immotivata del glutine.[27][28][29][30][31][32][33]
- Nel 2015 è cominciato il progetto Donna&Celiachia con l'obiettivo di aiutare le pazienti donne, in effetti le più colpite dalla patologia. Il progetto è stato inserito tra le iniziative della "Giornata Nazionale della Salute della Donna" del Ministero della salute.[34]
- Nel 2016 il Comitato scientifico di AIC ha lavorato al progetto Sport&Celiachia, per diffondere informazioni scientifiche in merito alla relazione tra dieta senza glutine e pratica sportiva. La relativa guida ha ottenuto il patrocinio del CONI.[27]
- Nel 2017 AIC ha lavorato per favorire l'accordo bilaterale tra Italia e Serbia nell'ambito del progetto Big Brother della Federazione Europea AOECS. Esso prevede da parte di AIC un'attività di tutoraggio volta a condividere i protocolli e le linee guida per giungere alla diagnosi, informando ed educando i medici locali e contribuendo alla definizione di una nuova normativa serba sulla sicurezza alimentare e l’assistenza dei celiaci in Serbia, sull'esempio della legislazione italiana in materia. AIC ha già svolto in passato questa attività per Cipro, Croazia e Russia.[35][36][37]
- Nel 2020 AIC ha firmato un protocollo d'intesa con il Dipartimento della Protezione Civile, al fine di favorire la cooperazione per la definizione, a livello nazionale, di metodologie per la protezione dei soggetti affetti da celiachia durante le emergenze, soprattutto nelle fasi di assistenza alla popolazione. In particolare, il protocollo di intesa ha lo scopo di disciplinare la collaborazione tra le parti per garantire la somministrazione di alimenti senza glutine ai soggetti affetti da celiachia e dermatite erpetiforme coinvolti da un evento calamitoso.[38]

## Riconoscimenti
- Nel 2005, l'Associazione Italiana Celiachia è stata inserita dall'Eurispes nelle cento eccellenze italiane per la qualità dei servizi offerti.[39]